# Кси Скорпиона
Кси Скорпиона (ξ Sco) — кратная система звёзд в созвездии Скорпиона.

## Описание
Система имеет историческое название Граффиас (от арабского «клешни»), которое делит с Бета Скорпиона. В звёздном атласе Буррита от 1835 года эта система принадлежала созвездию Весов и называлась Граффиас, но Байер в своём атласе от 1856 года отдал это название Бете Скорпиона, оставив систему без имени. Флемстид обозначил её как 51 Libra.
Кси Скорпиона состоит из пяти звёзд, которые разделены на 2 группы, отстоящие друг от друга на 4.67 угловые минуты, что соответствует расстоянию, по крайней мере, 8000 а. е.
Первая, более яркая группа содержит звёзды Кси Скорпиона A, B, и C. Звёзды A и B — жёлто-белые субгиганты спектрального класса F. A — чуть более яркий и горячий субгигант с видимой звёздной величиной +4.8m, B имеет звёздную величину +5.1m. Они находятся на расстоянии 0.76 угловых секунд друг от друга, что составляет 21 а. е. и сопоставимо с расстоянием между Солнцем и Ураном. Им требуется почти 46 лет, чтобы совершить один оборот вокруг друг друга. Кси Скорпиона С находится от них на расстоянии 7.6 угловых секунд (в 10 раз большем, чем между A и B).
Вторая группа состоит из звёзд Кси Скорпиона D и E. Обе звезды принадлежат к спектральному классу K, они отдалены друг от друга на 11.5 угловых секунд, что составляет более чем 350 а. е.
На расстоянии 81 угловой секунды от D находится ещё одна звезда, называемая Кси Скорпиона F. Она имеет звёздную величину +11m. Однако эту звезду не считают частью системы, так как неизвестно, связана ли она гравитационно с остальными компонентами Кси Скорпионы.